# Thornico
Thornico A/S er et multinationalt dansk konglomerat med hovedkvarter i Odense. Virksomheden blev etableret af Thor Stadil i 1991, og den ejes i dag af Christian Stadil. Thornico er engageret i en række forskellige brancher, der inkluderer sport & mode, fødevarer, fødevareteknologi, fødevareemballage, fast ejendom og venturekapital.
Væsentlige datterselskaber inkluderer: Ejendomsselskabet Stanico, sports- og modevirksomheden Hummel samt fødevare- og fødevareteknologivirksomheden Thornico Food & Food Technology.

## Datterselskaber
Fødevarer og fødevareteknologi
- Lactosan
- Ovodan
- Mät
- Sanovo Technology Group

Pakkeri
- Hartmann
- Siangpack
- Sanovo Packaging China

Sport og mode
- Hummel
- Newline A/S
- Newline HALO
- Sometime Soon

Ejendomme
- Stanico